# Recinto amurallado de Muro de Roda
El recinto amurallado de Muro de Roda se halla en el municipio de La Fueva, comarca de Sobrarbe, provincia de Huesca, Aragón, España.
Al igual que la ermita de Santa Bárbara y la iglesia de Santa María de la Asunción, ha sido declarado Bien de Interés Cultural (BIC), por la Diputación General de Aragón.

## Historia
El recinto fortificado de Muro de Roda fue documentado inicialmente en el siglo XI como "muro maiore", teniendo su origen como una fortaleza romana,siendo destruida en el 907 se destruyó el primitivo castillo tras lo que se fueron construyendo torres defensivas, otro castillo y la catedral hacia el año 957, que fue consagrada de nuevo tras ser donado por el rey Ramiro II en 1134 a la comunidad de canónigos de Roda de Isábena, cambiando así de topónimo.  
Muro de Roda se comenzó a fortificar en 1017, bajo el reinado de Sancho III el Mayor, en una época en la que en el condado de Sobrarbe se consagraron algunas iglesias (como la ermita de San Juan y San Pablo de Tella en 1018) y se fortificaron aldeas y castillos. La primera construcción de Muro probablemente no era más que una bastida menor. De esa primera etapa data la ermita de San Bartolomé de Muro de Roda (1040-1050), como la capilla que servía a la fortificación.
El historiador Agustín Ubieto, en los años 1970, informaba que la primera aparición de Muro de Roda en los documentos era de 1050. Para eso se basó en la tesis doctoral de Ángel J. Martín Duque, Colección diplomática de San Victorián y Santa María de Obarra (1000-1219), de 1956, que está depositada en la Facultad de Filosofía y Letras de la Universidad de Zaragoza.
En una segunda tanda de construcciones, en el siglo XII, se levantó la peculiar iglesia de Santa María de la Asunción, posiblemente coincidiendo con la desbastida de la torraza, de base cilíndrica, que casi al mismo tiempo había habido y de la cual solo ha quedado una parte de los cimientos, debajo de los ábsides del templo. La carta de consagración de la iglesia, de 1107, se descubrió en 1997, y en la actualidad se conserva en el Museo Diocesano de Barbastro. La iglesia sustituye a la antigua torraza, pues está integrada en la muralla que environa el recinto y tiene un campanario que está pensado para una doble función, litúrgica y militar.

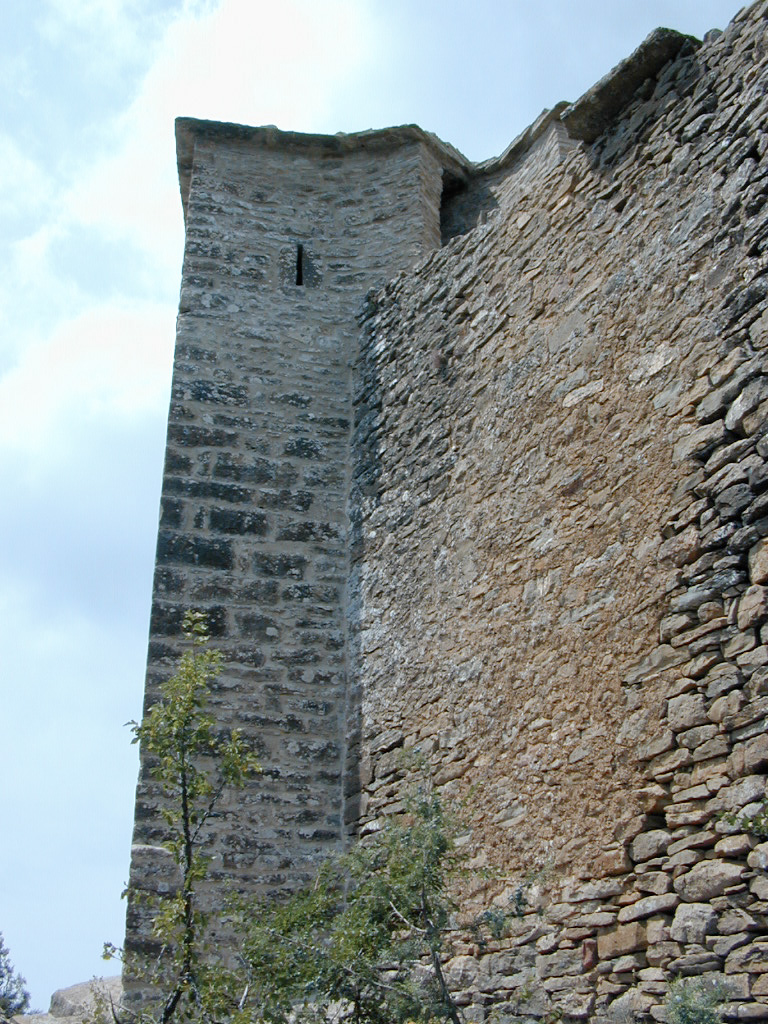
Muro exterior.

## Descripción
El recinto está emplazado en la parte más alta de la sierra aprovechando el relieve del terreno. Se trata de un espacio irregular de 150 metros en su largura máxima y 50 de ancho aproximadamente.
Jugando con las afloraciones de roca en el terreno, actúan estas de elemento defensivo conjuntamente con los lienzos de muralla. En las partes norte y sur, la iglesia y la ermita de santa Bárbara actúan de cierre, de tal manera que están anexionadas al sistema defensivo.
La muralla presenta diversas fases constructivas, pero la original fue construida en sillarejo, con cuatro cubos en sus vértices. El interior de la muralla presenta una especie de camino de ronda. La potente torre almenada de la iglesia de Santa María protege el único acceso al recinto, un portón en arco de medio punto.